# シャット・アップ・アンド・ダンス (ポーラ・アブドゥルのアルバム)
『シャット・アップ・アンド・ダンス』（Shut Up and Dance: Mixes）は、1990年にリリースされたポーラ・アブドゥルのリミックス・アルバム。

## 収録曲 (日本盤)
1. 冷たいハート（クゥイベリン12インチ） - Cold Hearted (Quiverin' 12")
2. ストレイト・アップ（アルティミックス・ミックス） - Straight Up (Ultimix Mix)
3. 恋のかけひき（1990ミックス） - One or the Other (1990 Mix)
4. フォーエバー・ユア・ガール（フランキー・フォンセット・ミックス） - Forever Your Girl (Frankie Foncett Mix)
5. あいつにノック・アウト（ペッティボーン12インチ） - Knocked Out (Pettibone 12")
6. 恋するままに（ハウスファイヤー・エディット） - (It's Just) The Way That You Love Me (Houseafire Edit)
7. 甘い誘惑（1990ミックス） - Opposites Attract (1990 Mix)
8. 1990メドレー・ミックス - 1990 Medley Mix